# Sonanus bamagaus
Sonanus bamagaus är en stekelart som beskrevs av Belokobylskij, Iqbal och Austin 2004. Sonanus bamagaus ingår i släktet Sonanus och familjen bracksteklar. Inga underarter finns listade i Catalogue of Life.